# Провинциальная администрация, Таиланд
Провинциальная администрация в Таиланде (ПАТ) - управительно-исполнительный правительственный орган, относящейся к местному самоуправлению. Это крупнейшая местная административная организация в одной провинции Таиланда (исключением является Бангкок). Ее цель - обеспечение и поддержания местного самоуправления, координация деятельности Районных администраций и разработки программы местного развития.

## История
Сейчас ПАТ являются местными администрациями. Впервые подобное административное образование было создано в Таиланде в 1933 году.

## Полномочия и функции
ПАТ несет ответственность за развитие провинции, в том числе в сферах экономики, социального развития, образование, здравоохранение, предоставления коммунальных услуг и т.п.
Вот некоторые ее основные функции:
- Забота о стабильном экономическом развитии региона, гарантия качества жизни граждан.
- Строительство коммунальных предприятий, например водоочистных сооружений.
- Забота о вопросах образования, его доступности.
- Управление бюджетом.
- Строительство важных дорог.
- Реагирование на чрезвычайные происшествия и помощь пострадавшим при стихийных бедствиях. Их эвакуация и дальнейшая помощь.
- Регулировка земельных вопросов на благо общества.
- Решение вопросов, связанных с природными ресурсами, защитой окружающей среды, с местной культурой и обычаями
- Развитие информационных технологий в регионе.
- Обеспечение демократичности власти.

## Выборы членов Совета ПАТ
Члены совета при губернаторе выбираются непосредственно жителями провинции. Время действия их полномочий — 4 года. Все они не должны быть государственными чиновниками, сотрудниками государственных учреждений или местной государственной администрации.
Некоторые их основных их полномочий:
- Рассмотрение и издание законов про налогообложение специализированных товаров, таких как нефть и табак.
- Контролировать и управлять тем, как используется бюджет провинции. Утверждают план развития провинции (с бюджетом) и одобряют общественные проекты, такие, как например строительство дорог.
- Сбор и управление налогообложением.